# كارل شرودر (ملحن)
كارل شرودر (بالإنجليزية: Carl Schroeder)‏ هو ملحن أمريكي، ولد في 20 مايو 1981.